# Đại Hùng (mỏ dầu khí)
Mỏ Đại Hùng là một mỏ dầu thô và khí đốt đồng hành nằm tại lô số 05-1 ở phía Tây Bắc bồn trũng Trung Nam Côn Sơn (thềm lục địa Việt Nam) trên vùng biển đông nam Biển Đông Việt Nam. Mỏ này được phát hiện năm 1988. Vào năm 2006, mỏ Đại Hùng được đánh giá là có trữ lượng dầu khí tại chỗ mức 2P xác suất 50% là 354,6 triệu thùng (tương đương 48,7 triệu tấn) dầu; 34,04 tỷ bộ khối (tương đương 8,482 tỷ m³) khí và 1,48 triệu thùng (tương đương 0,19 triệu tấn) condensate.
Năm 1999, sau khi Petronas Carigali Overseas (Malaysia) rút khỏi Đại Hùng, mỏ này được giao cho Vietsovpetro. Liên doanh đã thành lập xí nghiệp Đại Hùng để tiến hành các công việc khai thác. Năm 2003, Zarubezhneft (Liên bang Nga) là đối tác của Tổng công ty Dầu khí Việt Nam (Petrovietnam) trong liên doanh Vietsovpetro cũng tuyên bố rút lui, Petrovietnam được giao tiếp tục đầu tư thăm dò và khai thác mỏ này. Đến đầu năm 2003, sản lượng khai thác được ở mỏ Đại Hùng là: 3,327 triệu tấn dầu, 1037 triệu m³ khí đồng hành.